# 康熙來了
《康熙來了》，是2004年至2016年播出的台灣談話性節目，由蔡康永和徐熙娣兩人主持，2007年時加入助理主持陳漢典。《康熙来了》以兩位主持人談話內容大膽辛辣，以及時常有不按牌理出牌的行為，成功塑造出獨樹一幟的創新風格，在兩岸三地广受欢迎，節目也捧紅了許多藝人和素人，蔡康永和徐熙娣兩人的演藝事業更因此達到顛峰。2015年底因兩位主持人決定離開，節目在翌年元月停播。《康熙來了》迄今仍讓許多觀眾懷念，成為台灣最長壽且最具代表性的談話節目之一。

## 簡介
《康熙來了》自2004年1月5日於中天綜合台開播，在週一至週五晚上10時至11時首播。2009年之前由中大製作（Chungta Production）製作，中大製作歇業後改由金星娛樂製作。製作人是王偉忠、詹仁雄、李國強（停播前），錄影時間大多定於每星期三。
節目的促成於王偉忠想找蔡康永擔任新節目的主持人，蔡康永答應並建議邀請徐熙娣為主持搭檔；因為蔡康永認為加上徐熙娣活潑風趣兼無厘頭的風格，他們兩人一個知性、一個搞笑風趣，正好為這個主持組合帶來亦莊亦諧的效果。節目最初名為《奇怪十點鐘—康熙來了》，後來蔡康永跟製作人詹仁雄討論後，在蔡康永堅持下命名為《康熙來了》。
2015年10月16日，蔡康永發聲明表示要請辭離開《康熙來了》，徐熙娣表示要「共進退」。稍晚，王偉忠表示，確定《康熙來了》將走入歷史，並於2015年12月2日最後一集進棚錄影，於2016年1月14日播出最後一集。2016年1月25日起接檔節目為《小明星大跟班》。

## 播出時間
以下時間以當地時間（台灣時間）為準

### 首播
| 頻道       | 所在地 | 播映日期                      | 播出時間                |
| ---------- | ------ | ----------------------------- | ----------------------- |
| 中天綜合台 | 臺灣   | 2004年1月5日－2015年11月13日  | 星期一至五 22:00－23:00 |
| 中天綜合台 | 臺灣   | 2015年11月16日－2016年1月14日 | 星期一至四 22:00－23:00 |

## 節目名稱
節目最初名為《奇怪十點鐘》，後來改為《康熙來了》，「康熙」二字分別取自兩位主持人姓名的第二個字：蔡康永和徐熙娣。
節目英文名稱有多種用法，網路上多以「康熙來了」汉语拼音用法的「Kang Xi Lai Le」為主。此外，該節目於香港亞洲電視（aTV）播出時曾採「Variety Show of Mr.Con & Ms. Csi」為英文譯名，此譯名也為東南亞許多國家播出時使用。2013年8月，《康熙來了》採用全新布景，並於背景道具上清楚可見「Kangsi Coming」之英文字樣，故應可被採用為節目之正式英文名稱。

## 節目主持

### 主持人
- 蔡康永、徐熙娣（小S）

### 助理主持
- 陳漢典

2007年5月22日，陳漢典首次以康熙保全的身份登場，起初他僅在「檢查女明星包包」的環節出現，扮演保全強奪女明星包。9月19日開始擔任康熙御用按摩師，在節目中替懷孕中的小S按摩。後來在2007年10月11日，女主持人徐熙娣（小S）二度請產假期間，升任康熙助理主持人。更開始在節目中扮演不同角色，如退伍老兵、女鬼、算命師、植物、阿基師、汪小菲、林黛玉、乞丐、小S經紀人、徐乃麟、妖怪、愷樂、TFBOYS、林志玲、蔡康永、徐熙娣（小S）、許雅鈞、徐熙媛（大S）等。然而他的職銜有別於主持的Host或來賓的Guest，而是Guest+模仿角色，但如果他本人是主題嘉賓，模仿角色會從缺。而其他代班助理主持包括大根、黃豪平、九孔、郭子乾、張立東、KID等人。但並不是所有集數都會有助理主持。
2010年起，每年小年夜，陳漢典會客串主持一集（僅2014年提早於十年特別企劃），並搭配另一位客串主持人，依序為蝴蝶姐姐(2010年)、安心亞(2011年)、Hold住姐(2012年)、納豆(2013年)、曲家瑞(2014年)、Lulu(2015年)。
- 其他非固定助理主持：納豆、趙正平、黃迪揚、張立東、大根、黃靖倫、黃豪平、無尊等

### 代班主持
2005年10月17日至2006年5月1日，由於徐熙娣懷孕，暫時改名為《康熙來了之康永當家》，製作單位邀請了不同明星與蔡康永共同主持，包括S.H.E、賈靜雯、明道、黃玉榮、阿雅、劉真、川島茉樹代（Makiyo）、楊丞琳、羅志祥、蔡依林、范瑋琪、葉全真、徐熙媛（大S）、天心、麻衣、任家萱（Selina）、林心如、陳孝萱。
2007年10月11日至2008年2月25日，徐熙娣再度懷孕，這次代班主持一直由任家萱（Selina）擔任，其中一集則請來S.H.E另兩位成員加入共同主持。
2011年，徐熙娣三度懷孕，由徐熙媛（大S）擔任代班主持。跟過往不同的是，由徐熙媛主持的集數在徐熙娣放產假前已開始錄影，並與徐熙娣主持的集數交替播放，以保持新鮮度。
2012年5月23日，徐熙娣回到《康熙來了》主持的崗位，播出日期為2012年5月28日，主題為「人見人愛萬人迷」。
2014年8月27日，徐熙娣在錄影中突然感到暈眩不適，一度傳出昏厥倒地，經紀人表示這是小S第一次發生暈眩，所以比較謹慎。製作單位與經紀人討論之後，決定先讓徐熙娣休息，並且暫時找來曲家瑞擔任代班主持4集，於9月3日、9月5日、9月10日、9月12日播出。
2014年11月7日、11月12日、11月14日、11月21日由謝依霖代班主持。
2015年4月2日、4月3日、4月6日由曲家瑞代班主持。
2015年4至6月，徐熙娣因踏單車時受傷而需休息一個月，期間由徐熙媛、任家萱（Selina）、林心如、謝依霖代班主持。
2015年5月8日是康熙來了開播11年以來首次蔡康永沒有參與錄影，也是第一次兩位康熙來了的常規主持人都沒有參與錄影。蔡康永沒有參與錄影的三集為特別企劃，5月8日和5月22日由柳翰雅、納豆代班主持，5月15日則是由柳翰雅、納豆以及陳漢典三人組成「雅典納」組合共同主持。
2015年7月29日及8月3日因徐熙娣身體不適，由謝依霖代班主持。
2015年8月18日、21日、24日、26日、27日因徐熙娣尾椎撞傷，由謝依霖代班主持。

### 特別節目
- 2015年12月31日播出康熙來了跨年特別節目：『穿越康熙』每看必笑的康熙出糗時刻，由陳漢典和沈玉琳客串主持。
- 2016年1月25日起，播出《穿越康熙》，由陳漢典、沈玉琳、胡盈禎客串主持。

### 歷任製作人
- 王偉忠
- 詹仁雄
- 劉德蕙
- 吳承樺（毛毛）
- 劉安華
- 孫樂欣
- 陳彥銘（B2）（2009年-2014年）
- 李國強

### 歷任旁白
- 林智賢
- 夏治世
- 柯柏羽
- 陳彥銘（B2）

## 歷史沿革
- 於2004年1月5日首播，節目開始的製作方向本以趣味性地訪談臺灣社會中的新奇、冷門職業從事人員為主，如最先幾集的訪問對象「男性美髮師」、「屍體化妝師」、「跨性別」，期間亦約有多篇節目錄製好存檔，並未播出，例如：「網路情色作家」，「新奇新行業」等單元。
- 因為訪問許純美、柯賜海、5566、林志玲等集的收視率明顯比其他內容高，於2004年3月之後，為收視率的考量，轉而訪談熱門新聞人物或演藝人員。
- 從2005年10月開始，女主持人徐熙娣（小S）懷孕生產期間，節目名稱改為《康熙來了之康永當家》，這時期的節目由多位不同的女藝人與蔡康永共同主持，其中柳翰雅與SHE的Selina較為突出並獲得較多集数的主持。
- 2005年節目獲得金鐘獎
- 於2005年年末，華娛衛視引進《康熙來了》，節目時間本來為週一至週五的晚上十點播出；數月後，節目時間更改為週一至週三的晚上九點播出。
- 2006年5月1日，女主持人小S歸隊，節目也啟用全新片頭與新布景歡迎她。
- 2007年2月28日，康熙最佳綠葉陳漢典首次參與《康熙來了》節目錄影。
- 2007年9月，被指某集節目創意抄襲日本朝日電視臺著名綜藝節目《男女糾察隊》中的「男星時尚大賽」和「記憶之牆」。
- 2007年，女主持人小S再度懷孕，同年10月初，由Selina再度擔任代班女主持，康熙最佳綠葉陳漢典則升任康熙助理主持人，片頭、布景及名稱未變。
- 2008年1月起，中視綜藝台開始重播《康熙來了》部分集數，但並非依照原本的集數來依序播映，而是隨機抽樣播映，所以會有不同年份的集數（尤其2004年版與2006年版）交叉播映的情形。
- 2008年2月25日，小S歸隊，節目利用新的猴子為主的小S孕婦片頭和新布景來歡迎小S。過些天片頭由於僅僅表示一段内容被換回，但開場音樂，布景未變。
- 2008年6月14日，《康熙來了》結合《中國時報》的週六版No.105《HI周報》，發行《康熙千集寫真刊－再見康熙大明星》，收錄了許多名人、明星、巨星，馬英九、蔡依林，劉德華，吳宗憲，關穎......。
- 2008年6月16日，《康熙來了》開播1000集紀念系列企劃，邀請了「擠胸冠軍」李妍瑾，「卸妝冠軍」斯容，「搞笑、跳舞」小鐘、王彩樺、小甜甜，蝴蝶姐姐，「懼權冠軍」梁赫群、黃國倫，一同紀念《康熙來了》開播1000集。
- 2008年7月9日，《康熙來了》被廣電基金選入「2008年第二季優良電視節目」綜藝類。
- 2008年康熙來了也再次入圍2008年金鐘獎。
- 2009年2月16日，《康熙來了》再度更換片頭及布景。片頭借用好萊塢的電影橋段，例如：鐵達尼號、ET外星人和金剛
- 2010年7月初，《康熙來了》再度更換布景。
- 2010年7月5日，中視綜藝臺全新改版，同時開始於每日晚上七點整首播《康熙來了》。[5]
- 2011年11月24日，大S再度代班主持《康熙來了》。
- 2012年5月28日，《康熙來了》開播2000集紀念：『人見人愛萬人迷小S回來了』。
- 2012年7月2日，《康熙來了》再度更換片頭及布景。和之前的片頭一樣沿用了好萊塢的電影場景或人物造型，例如：《全面啟動》、《魔境夢遊》和《綠巨人浩克》，而且也改以HD高畫質製作，但由於當時臺灣電視剛轉換為數位廣播，播放技術未成熟，因此暫時仍以標準畫質播出。
- 2013年5月17日，《康熙來了》片頭加入《旺旺食品》的商標冠名。
- 2013年8月20日，《康熙來了》調整攝影棚布景，該集使用全新布景，並可由背景道具上清楚看見「Kangsi Coming」英文字樣，及旺旺中時媒體集團母集團旺旺集團之吉祥物圖卡。
- 2013年11月26日，《康熙來了》首次踏出棚外錄影，慶祝開播10週年。
- 2014年1月1日起，MOD寰宇HD綜合台購得播映權以高畫質播出。
- 2014年1月5日，《康熙來了》慶祝開播10週年紀念。
- 2014年1月8日、1月9日，《康熙來了》播出『康熙十年 始終如一』10週年特別節目。
- 2014年9月25日、9月26日，《康熙來了》播出『中天20週年特別企劃：主持人真的有這麼好當嗎？！』，讓歷年曾經在中天電視台主持過節目的藝人們，暢談他們在主持時的點點滴滴。
- 2014年12月10日起，正式以高畫質播出。
- 2015年1月12日、13日，黃子佼在陪伴Selina來臨宣傳專輯的情況下，首度以來賓身份上《康熙來了》（錄影時間：2015年1月7日），和小S分手後歷經14年的時間，兩人關係破冰並且上演「世紀大和解」，兩人也因此留下感慨的眼淚。12日該集，全國4歲以上平均收視率1.71，創下《康熙來了》第三高的收視紀錄，僅次於2005年蔡依林與羅志祥的1.74、2005年蔣友柏的1.72。瞬間收視率破4.03，創開播以來收視紀錄。
- 2015年10月16日，蔡康永於其Facebook粉絲專頁寫道，「【告別康熙】 我要和「康熙來了」道別啦。我第一個當然是告訴小S，然後好好向節目老闆偉忠哥請辭。我說：我想做些改變。節目馬上十二年了，我最感謝累慘了的工作人員，希望你們感覺值得。這段奇妙旅程，我會永誌於心。十二年來，有笑淚，有陰晴，相伴一場，人來人往，只是日常。我的康熙時光，再見啦。」徐熙娣也同一時間於其Facebook粉絲專頁寫道，「康熙是我和康永哥一起的創作，一起共同經歷的人生，一起擁有無法忘懷的十年~對我來說，康熙沒有康永哥就不完整了！所以，親愛的，我們就共進退囉！無論如何，love u forever~」，粉絲多留言表示挽留與不捨，但蔡康永心意已決，徐熙娣也表示共同進退，康熙來了停播似乎已成定局。
- 2015年12月2日，《康熙來了》最後一次錄影。
- 2015年12月24日、28日、29日，『康熙十二年終極通告王』，創下《康熙來了》開播以來同一單元分三集播出的紀錄。
- 2016年1月13、14日，播出節目最後一期的內容——〈康熙來了的最後一夜〉上、下兩集；13日該集，全國4歲以上平均收視率1.71，再次打平《康熙來了》第三高的收視紀錄；14日該集，平均收視率更達1.90，刷新節目平均收視紀錄。而節目最後一幕——「蔡康永熄燈一刻」瞬間收視更高達3.59。[6]
- 2016年1月14日，《康熙來了》播出最後一集。

## 節目内容
本節目同時具備綜藝節目和清談節目的性質，雖然內容主要為人物訪談，但仍有許多獨特的環節：
- 在2005年年初，費翔曾經來過《康熙來了》宣傳《歌劇魅影》，恰巧該節目創建了新單元「康熙寶庫」，主持人徐熙娣（小S）使用工具剪下了費翔的一撮胸毛。當時正處於南亞大海嘯時期，部分媒體說此行為是為捐款。之後在兩岸三地都引起了軒然大波。
- 2006年起，小S歸隊後開始新增「女藝人卸妝」單元，邀請知名女藝人在節目上即場卸妝，並穿上睡衣，在觀察面前展示最樸素一面，此大膽創新的意念引起很大迴響。同時收視率也非常可觀。但因此為藝人帶來了一些煩惱
- 2007年起新增明星以物換物活動。即用明星的物品與明星來換東西。後期也由DIY物品交換，紀念品交換等的一些同類型的話題。較為爛的商品，主持人會搞笑抨擊；有時遇到不錯的商品會“搶走”。節目這個板块亦受到了很多的歡迎。
- 2007年開始，尤其在2008年，康熙明星比賽項目發起，如康熙歌唱比賽、康熙舞蹈大賽等等。通常會請到一些專業人士來評論打分。為已經成名的明星再次提供一個表演才藝的機會。2007 年，著名音樂人黄國倫也因來當評審與小S的對話引起笑點，並開始走紅。
- 2008年9月，康熙兩性研究所開啟。即找一個情感問題來討論，嘉賓有時分為美女隊，和烈女隊；有時亦會有烈士隊來參加；對於爛透了的辯論將會受到噴乾冰的懲罰。其中藝人小甜甜為該單元的固定班底，暫時没有缺席的情况。該節目宗旨是叫年輕人如何談戀愛等等。由於其搞笑的風格和實用性受到了很大的好評。
- 2008年10月，康熙再次增加拯救音痴大作戰單元。多找一些明星和一些諧星來做音樂教學。
- 2009年11月24日，康熙增加『明星推薦美食』單元，由明星各自介紹他們讚不絕口的美食，並不時邀請廚師來講評，有時陳漢典會模仿阿基師來問大家問題。
- 2009年12月3日，康熙增加『道歉大會』單元，邀請藝人和主持人一起回顧當年度在節目中遭受主持人的批評或開玩笑，因而造成藝人的困擾，並希望主持人道歉。之後成為康熙每一年的慣例單元（2012年除外）。
- 2011年6月28日，康熙增加『明星雙人舞蹈大賽』單元，一男一女明星為一組，各自展現不同風格的舞蹈，再由主持人和舞蹈老師來講評，選出其中的冠軍。
- 2015年起，康熙增加了不少的素人訪問單元，使節目內容漸漸開始由藝人訪問轉型為素人訪問。而當中則以某一職業的素人訪問單元最多，例如護理師、餐廳內場、導遊、醫師、髮型助理、老師等等。而這些單元往往也都拿下不錯的收視率。其實增加素人訪問單元，也可說是回歸到康熙來了開播初期的節目風格。

## 影響
《康熙來了》乃台灣、兩岸四地以至整個華人世界中最廣為人知及受歡迎的電視節目之一，在華人地區中的傳媒及網絡文化中有着不可小看的影響力。另《康熙來了》也是台灣電視節目首創特效字幕的節目之一，此後台灣電視節目（除新聞節目外）皆有台灣式的節目字幕特效，並影響日後台灣電視節目的發展。
從電視產業本身來看，《康熙來了》是台灣綜藝節目的收視長勝將軍，收視率明顯高於同時段的其他節目，亦經常破1。《康熙來了》歷年收視率平均最高的五期分別是：
- 第五名，2015年1月26日《天后與她的神秘好友來了》，來賓是任家萱、黃子佼。該集是主持人徐熙娣和黃子佼多年前分手後首次在電視節目中相會並上演「世紀大和解」，而拿下1.71的收視率。
- 第四名，2005年1月26日《王子的真實世界》，來賓是蔣友柏。由於蔣家顯赫的家族歷史以及蔣友柏出眾的才華和外型，成功拿到1.72的收視率。
- 第三名，2005年3月14日《不只是朋友》，來賓是蔡依林、羅志祥。兩位來賓講述他們之間的友誼，吸引了當時的年輕人追看，創下1.74的收視成績[7]。
- 而第二名和第一名則分別是，2016年1月13日至14日播出的《康熙來了的最後一夜》上集及下集。此兩集是本節目的最後一期，上集收視率為1.77，而下集收視率再飆高至1.88，成為開播2933集中以來最高平均收視，而瞬間收視最高點落在主持人蔡康永親手將攝影棚燈光關掉時，收視率高達3.59，即全台灣約有43萬同時收看[8][9]。這種超高收視率的情況，在台灣綜藝節目中是非常少見的。

《康熙來了》在台灣演藝圈成功締造了不少話題，經常成為各家傳媒的取材來源：楊丞琳初出道時「可愛教主」的封號便是從《康熙》而來；而不少台灣電視圈製作節目的主題源自於《康熙》，例如女藝人卸妝單元、調查局單元；因《康熙》而產生知名度的藝人有陳漢典、趙正平、沈玉琳、張可昀（小甜甜）等；很多藝人也曾以素人身份上《康熙來了》，例如范少勳、陳慕、派翠克、林輝瑝、黃宏軒，各務孝太；还有不少前輩藝人因為《康熙》而再度活躍於電視螢幕，如黃國倫、馬國賢等。
《康熙來了》亦催生了许多其他電視節目：綜藝節目《國光幫幫忙》開播即是因為庹宗康、孫鵬和屈中恆曾在《康熙》分享當年念國光藝校的青春往事，意外創出收視，才有了開播計劃；《娘娘駕到》的兩位主持郭鑫與周咏訓（阿布）也是在《康熙》爆紅的藝人，節目亦此而誕生；《麻辣同學會》则是因为《康熙》找來《麻辣鮮師》的演員謝祖武、杜詩梅和陳德烈在節目分享當年拍攝偶像劇的故事而诞生。《康熙來了》也是網絡上最受討論的電視節目之一。在統計指《康熙來了》在全世界範圍內的網絡收看人數已達有53億人次。另在台灣的網絡統計發現，討論《康熙來了》的網路聲量在台灣綜藝節目類別中排行第一，比排在第二名的《食尚玩家》高出12倍，比第三名的《女人我最大》則高出20倍。

## 爭議

### 抄袭
自2010年以來，就有新聞多次指出康熙來了抄襲其他節目，而最著名的為抄襲《男女糾察隊》的多項單元，如「康熙調查局」多次被認為與「吐槽大排名」相似，內容皆有一排排列席的藝人，然後請路人或藝人等投票排名，然後名次一個個公佈，另外一樣來自《男女糾察隊》的「外表選美盃」，康熙也有類似的「看外表不同性別選美大會」，原版是將男諧星打扮成女裝然後與男大姊和女諧星一起給外國人看外表選美，康熙也將男藝人打扮成女裝，讓人評選。康熙被網友戲稱為「抄襲來了」。

### 王剛
2005年6月27日，王刚在當選中国广播电视协会播音主持委员会副会长时的致詞中，对《康熙来了》提出批评。他回忆自己曾参与该节目录制，排练时两位年轻的女编导向张国立提出越来越低俗的问题，这让王刚感到愤怒，质问她们为何不询问演员的体会或电视剧在内地受欢迎的原因，并最终罢录。尽管编导后来道歉，称观众偏好这类问题，王刚认为这是因为缺乏素质，导致黔驢技窮，从此他在参与节目前会明确要求不能提此类问题。

### 李敖
2011年4月至5月間，媒體對於大Ｓ徐熙媛及汪小菲的婚禮禮金捐款去向問題，對大Ｓ的婆婆張蘭提出疑問，但張蘭被媒體問及此事一度動怒，此舉也引發作家李敖的不滿，李敖說：「捐款不說清楚，就是小氣。」當李敖將砲火對準張蘭時，在錄《康熙来了》的小Ｓ徐熙娣突然在節目中調侃李敖：「我吵不過他，但我懷疑他是不是暗戀張蘭，追不到她改用隱性的方式示愛。」此話一出，讓主持搭檔蔡康永出言提醒小Ｓ：「真的要得罪李敖嗎？」沒多久作家李敖聽到小Ｓ的言論一度動怒，並說小Ｓ污辱他的人格：「你有一個標準，別人給你亂講，你不覺得很噁心....我從來沒有說跟一個滿臉橫肉的老太太扯在一起，所以我認為小Ｓ這種捏造事實，對我而言，構成很大的污辱。所以小Ｓ她嚴重冒犯，也毀損我人格上的標準。」李敖對於小Ｓ的玩笑話很認真，便親自寫訴狀要提告小Ｓ，並另外提出條件，要求派《康熙来了》製作人也是小Ｓ的經紀人王偉忠出來談判，才會撤告。
2011年5月7日晚上參加陳建州婚禮的小Ｓ得知作家李敖向法院提告小Ｓ加重誹謗，不多做回應。主持搭檔蔡康永則出面緩頰說道：「我很喜歡大Ｓ、小Ｓ、黑人及范范這些好朋友們，我覺得能夠有這些朋友我覺得很慶幸，那我也祝福李敖先生有好朋友。」5月9日去拜訪時任立法院長的王金平，已經請委任律師至地院送狀紙，正式提告小Ｓ加重誹謗，並說：「有些東西是不能夠開玩笑的，我們能拿女人的貞操開玩笑嗎？這事情關乎李敖的人格，因為李敖追求一臉橫肉的女人，追求不上，然後就罵人家，這是人格問題了，這不是玩笑。」話鋒一轉又提另一個要求，要上《康熙来了》與主持人蔡康永、小Ｓ辯論。2011年5月10日，小Ｓ的經紀人也是康熙製作人王偉忠出席連續劇開鏡儀式，被媒體包圍詢問有關於李敖要告小Ｓ及上康熙節目辯論一事，低調回答：「沒什麼好回應的。」媒體另外也提到李敖希望王偉忠中間協調，王偉忠回答：「不是我，我沒有這個權力，我只是他們的親人和朋友，沒有接受到委託，我們不能做這樣的事情。」
2011年5月17日，臺灣藝人寇乃馨出面與作家李敖及康熙製作人王偉忠調停，李敖在調停的過程中，認為康熙對他不尊重，寇乃馨也提到打電話給作家李敖時，手不停的發抖，擔心李敖因對於康熙製作人王偉忠未出面與他協調感到憤怒，寇乃馨表示，他的輩份較小，與康熙製作人王偉忠熟識，也認識作家李敖，因此打算站出來當兩人的和事佬，康熙製作人王偉忠也展現最大的誠意，邀請李敖上《康熙来了》。
而作家李敖終於也在2011年5月底上《康熙来了》節目，也是李敖第三度光臨康熙來了節目（上一次光臨康熙是2005年10月，當時主持人小Ｓ請產假，由賈靜雯代班），該節目於2011年5月31日播出，主持人小Ｓ及作家李敖也在節目中上演大和解。

### 周玉蔻
2010年4月17日，臺灣藝人陳建州因賣Love Life潮T引發爭議事件，成為政論節目TVBS《2100週末開講》的討論焦點，當時參與討論的來賓資深媒體人周玉蔻批評黑人陳建州賣Love Life潮T是為了節稅、避稅，請他不要這麼「鄉愿」。此言論引發好友小Ｓ徐熙娣的不滿，Ｃall in進《2100週末開講》力挺好友陳建州。Ｃall in過程中對於周玉蔻的說法表示是很「邪惡」的說法，並說明與大Ｓ徐熙媛與陳建州長期以來不斷捐款做善事，從來都沒有想過要節稅，做善事就是想要幫助別人，為什麼要扭曲別人想要做善事的心情，讓人誤以爲明星做善事只是為了節稅，並認為周玉蔻的談話是教壞很多人，讓做善事的人已經不是單純的善良。此言論引發媒體人周玉蔻不滿，要求小Ｓ徐熙娣把「邪惡」兩字收回，而小Ｓ覺得周玉寇的想法不可思議，兩人便在節目中交鋒。事後小Ｓ於2010年4月19日下午參加一場活動接受媒體訪問，提及4月17日晚上Ｃall in進《2100週末開講》一事，說當時自己已經要就寢，先生許雅鈞剛好就在看《2100週末開講》有提到陳建州的事情，就陪先生看節目，Ｃall in進節目是希望觀眾知道，並舉綜藝大姐大張小燕說的一句話，做善事是大家一定要做的，希望每個人都能夠正面看待這件事...只是後來情緒比較激動一點，並表示不後悔打了電話進節目。該事件也引發了網路上對資深媒體人周玉蔻的不滿，有臺灣網友在Facebook上成立「反周玉蔻粉絲團」來力挺小Ｓ，而周玉蔻及小Ｓ也因此事件鬧翻，周玉蔻也不斷批評《康熙來了》節目。
2010年4月28日《康熙來了》節目中，小Ｓ徐熙娣主持搭檔蔡康永在訪問來賓之一的資深媒體人尹乃菁時，突然提及小Ｓ徐熙娣日前Ｃall in進TVBS《2100週末開講》與同為資深媒體人的周玉蔻交鋒一事，尹乃菁表示，對於「邪惡」或「鄉愿」的說法，要看出自哪個人的嘴裡，會不會太惡意，她認爲小Ｓ在節目中的表達，並沒有很邪惡。蔡康永問尹乃菁如果她是徐熙娣的角色，妳會收回嗎？尹乃菁開玩笑的回答：『我覺得年紀大了，比較「鄉愿」。』
2012年2月2日，日籍藝人Makiyo與日本籍男性友人友寄隆輝毆打計程車司機事件，事件也延燒到《康熙來了》。因日籍藝人Makiyo是小Ｓ徐熙娣的姊妹掏，時常光臨《康熙來了》，事件爆發後，許多網友認為《康熙來了》是亂源，並發起拒看《康熙》節目，節目製作人王偉忠便為Makiyo緩頰，說道：「娛樂節目是否為亂源？這可以討論，沒出事是可愛，出事就變成可恨了。」這句話也成為政論節目TVBS《2100週末開講》的討論話題，該節目的來賓資深媒體人周玉蔻對此事又再度作出嚴厲的批評，並說《康熙來了》是亂源，也是墮落的節目，並批評該節目主持人之一的小Ｓ徐熙娣沒有程度，節目才要色、煽、腥。話鋒一轉便批評起主持人蔡康永，認為蔡康永是學導演的人，在節目裡除了拿錢、做主持人、還做過什麼？並批評小Ｓ節目中的低俗，讓他對臺灣媒體、娛樂圈的墮落十分神傷，《康熙來了》的亂源，才會讓日籍藝人Makiyo與日本籍男性友人友寄隆輝毆打計程車司機事件爆發後，讓臺灣民眾憤怒的原因。
2013年10月14日，小Ｓ徐熙娣深陷「胖達人」麵包事件，TVBS《2100全民開講》就以此事件當討論話題，資深媒體人周玉蔻再度於節目中批評小Ｓ徐熙娣，並要求她退出演藝圈。
而周玉蔻曾於2004年3月4日光臨過《康熙來了》，2010年與小Ｓ徐熙娣鬧翻後，便不再上《康熙來了》節目。

### 黃大煒、陳小春
《康熙来了》宣布停播后，黄大炜、陈小春原本获邀担任《康熙来了》压轴嘉宾，但之后通告取消，压轴嘉宾变成范冰冰和李晨。康熙制作人李国强受访时透露取消黄大炜、陈小春录影是因为他们“只想宣传歌曲”，黄大炜责备李国强“说谎、逃避、不负责任”，扬言若未公开道歉将提起诉讼。随后，李国强在社交媒体上澄清，称向记者表达时未尽完善，“绝无两位艺术家不能宣传专辑而退通告之事”，并已亲自与老板王伟忠先生登门道歉。

## 獲得獎項

### 金鐘獎
| 年份   | 頒獎典禮     | 獎項                   | 結果 |
| ------ | ------------ | ---------------------- | ---- |
| 2005年 | 第40屆金鐘獎 | 綜藝節目主持人獎       | 獲獎 |
| 2006年 | 第41屆金鐘獎 | 娛樂綜藝類最佳主持人獎 | 入圍 |
| 2006年 | 第41屆金鐘獎 | 最佳娛樂綜藝節目獎     | 入圍 |
| 2007年 | 第42屆金鐘獎 | 娛樂綜藝節目主持人獎   | 入圍 |
| 2008年 | 第43屆金鐘獎 | 娛樂綜藝節目主持人獎   | 入圍 |

### 廣電基金
| 年份   | 頒獎典禮 | 獎項                         | 結果 |
| ------ | -------- | ---------------------------- | ---- |
| 2008年 | 廣電基金 | 第二季優良電視節目（综藝類） | 獲獎 |

## 製作團隊
- 總監：朱緻恩
- 監製：張亞沁
- 編審：呂偉嘉
- 製作人：王偉忠、詹仁雄、李國強
- 公關：陳盈螢、李霞、藍怡雯、蘇心怡
- 行銷：王珮馨、廖淑華、盧芳盈、汪柏仰、許筑雅、陳凡禾、洪莞迎、高于婷
- 執行企劃：廖豐緯、陳家偉
- 執行製作：潘劭中、陳亭璇
- 製作群：謝佳勳、王映雯、王琮暉、劉宬豪、林俐寧、張皓偉
- 剪接：連崇熙
- 音樂指導：劉敏宏、林信維、劉啟安
- 音效：斐聲音樂、小俐
- 片頭音樂：相信音樂、八三夭樂團
- 動畫設計：大口心一
- 音響：必應創造
- 攝影：林寶財、廖瑞隆、杜向勛、劉百城、郭文賓
- 燈光：朱仁貴、林彥廷
- 成音：林日山
- 視訊：賀志清
- 技術指導：黃宗文
- 旁白：陳彥銘
- 後期製作：陳奕伶
- 助理導播：盧雅文、呂亞真、孫欣瑜
- 現場指導：簡美惠、陳健彬
- 導播：陳增祺
- 製作公司：金星娛樂
- 監製：中天電視

## 書籍
| 出版日期      | 書名         | 作者                     | 出版社 | ISBN            |
| ------------- | ------------ | ------------------------ | ------ | --------------- |
| 2005年1月14日 | 《康熙來了》 | 《康熙來了》節目製作小組 | 平裝本 | ISBN 9578035101 |